# Duncan (mango)
Il Duncan è una cultivar di mango originaria del sud della Florida negli Stati Uniti che è stato successivamente brevettato.

## Storia
L'albero originale è cresciuto dal seme piantato nel 1956 da David Sturrock di West Palm Beach. Sturrock scrisse nel 1969 che era un incrocio tra il mango Edward e il Pico, ma le analisi del 2005 indicano che il Nam Doc Mai era il probabile genitore. Questa spiegazione è controversa giacché il Nam Doc Mai non fu introdotto in Florida fino agli anni '70, e il Duncan è monoembrionico mentre il Nam Doc Mai è poliembrionico.